# جون درينكووتر
جون درينكووتر (بالإنجليزية: John Drinkwater)‏ هو ملحن بريطاني، ولد في 1957.

## وصلات خارجية
- جون درينكووتر على موقع ميوزك برينز (الإنجليزية)
- جون درينكووتر على موقع ديسكوغز (الإنجليزية)